# Estação Ecológica de Tamoios

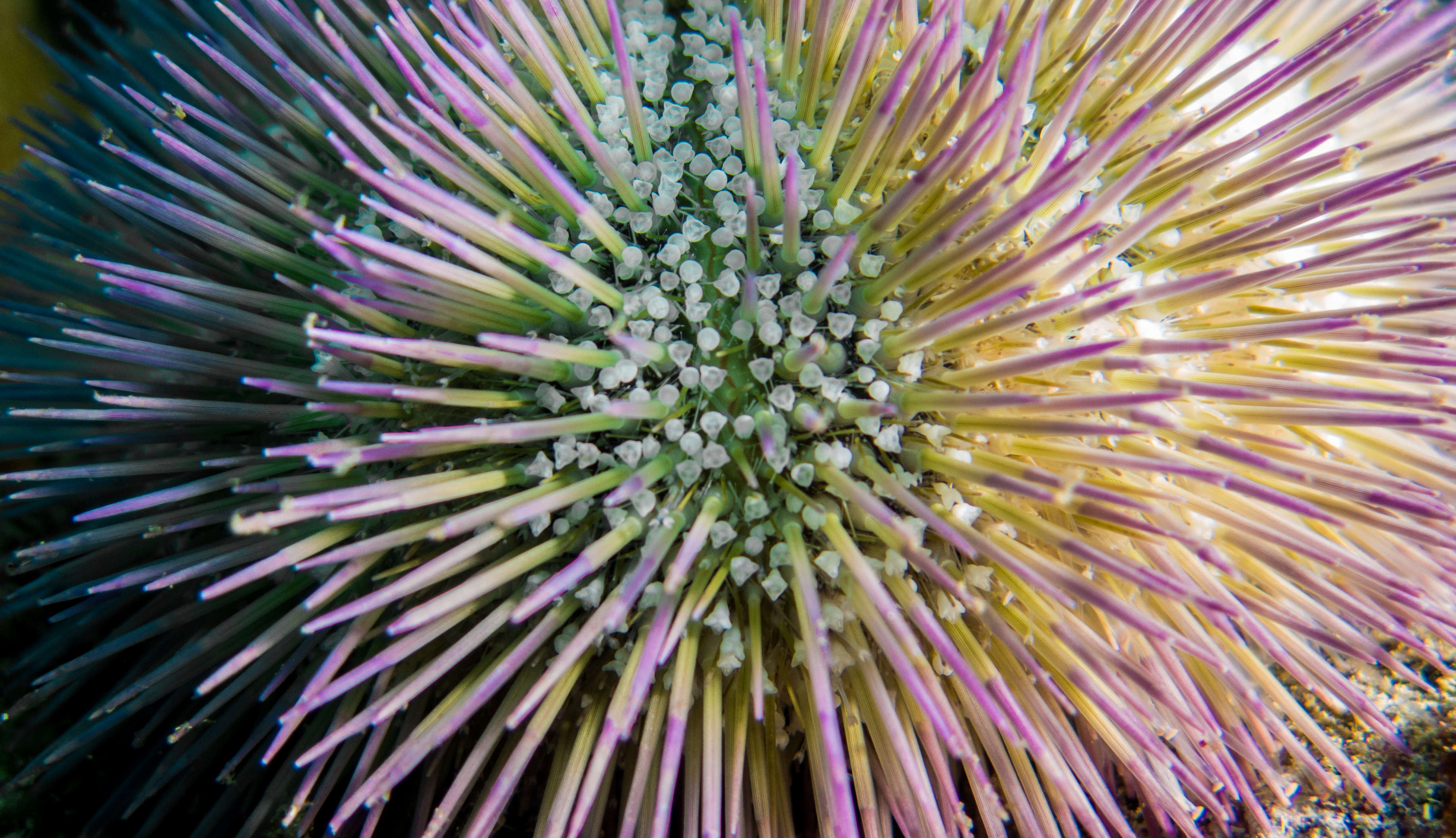
Ouriço-Do-Mar-Verde (Lytechinus variegatus), foto subaquática tirada na Estação Ecológica de Tamoios de nível Federal, localizado (a) em Angra dos Reis (RJ)

A Estação Ecológica de Tamoios, também conhecida como EsEc Tamoios, é uma estação ecológica marinha costeira formada por 29 ilhas da Baía da Ilha Grande, lajes e rochedos e o entorno marinho de raio de 1 km ao redor destes, representando apenas 4% da área da Baía. Esta área protegida foi criada pelo governo federal em 1990 com os objetivos de preservação da natureza, realização de pesquisas e educação ambiental e também para servir de área para o monitoramento marinho junto às usinas nucleares.
Além de servir como local de monitoramento da qualidade ambiental da Baía, a EsEc funciona como refúgio, local de alimentação e berçário para os animais marinhos e das ilhas, auxiliando na preservação dos recursos pesqueiros e da beleza paisagística, gerando benefícios às comunidades da região.